# LAHAT

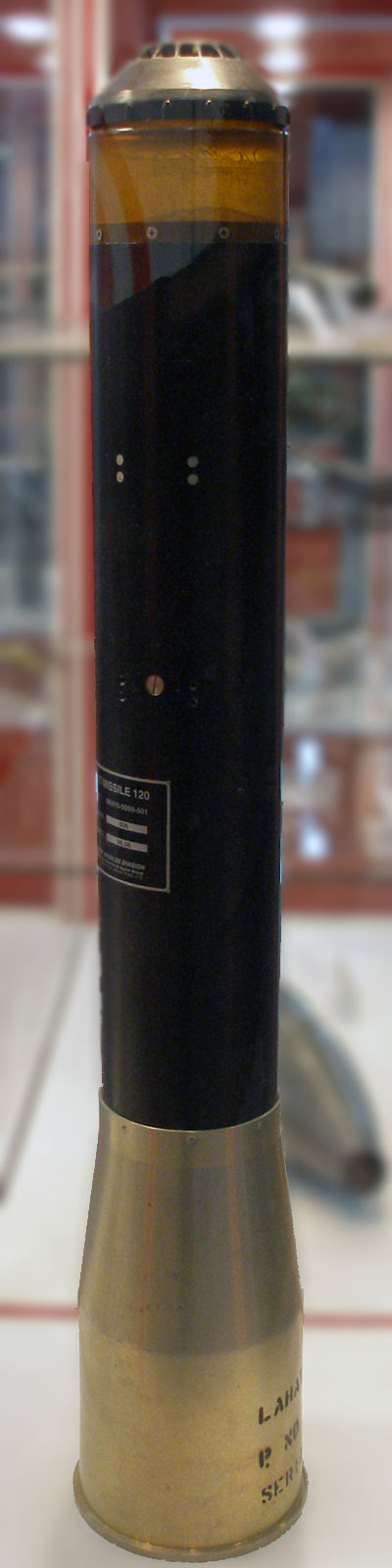
LAHAT-Rakete, die aus 120-mm-Kanonen verschossen werden kann

Die LAHAT (Laser Homing Attack oder Laser Homing Anti-Tank) ist eine halb-aktiv lasergesteuerte Panzerabwehrlenkwaffe mit besonders niedrigem Gewicht. „Lahat“ ist außerdem ein hebräisches Wort für die (Weiß-)Glut.
Seit 1992 wird sie von Israel Aerospace Industries entwickelt und hergestellt. Die LAHAT wurde ursprünglich als Rohrrakete zum Verschuss aus den 105-mm- und 120-mm-Hauptkanonen der israelischen Merkava-Panzer entwickelt, kann aber auch in anderen Geschützen dieser Größe verwendet werden. Ebenfalls ist sie von Schnellbooten oder Drohnen aus einsetzbar. Anders als normale Munition für Panzer muss sie nicht aus einem Geschützrohr verschossen werden, sondern es kann auch eine gesonderte Abschussvorrichtung genutzt werden.
Die Lenkwaffe verfügt über ein halb-aktives Lasersteuerungssystem, das sowohl direktes als auch ein indirektes Abfeuern erlaubt – das Ziel kann also von der Abschussvorrichtung selbst erfasst werden oder durch einen Dritten (UAV, Kampfhubschrauber, Vorgeschobener Beobachter etc.), wobei dessen Zieldaten verwendet werden. Beim indirekten Feuer wird die Feindexposition und Eigengefährdung beim Feuern minimiert. Sie verfügt über eine geringe Startsignatur (Mündungsfeuer und Staub) was ebenfalls der Tarnung dient. Bei der Flugbahn kann zwischen Angriff von oben (Panzer, Kriegsschiff) oder direktem Angriff (Hubschrauber) gewählt werden.
Die Reichweite beträgt 6–8 Kilometer bei Verschuss vom Boden und bis zu 13 km bei Abschuss aus großer Höhe. Die Lenkwaffe trifft ein Ziel mit einer Genauigkeit von 0,7 m-CEP und kann mit ihrem Tandemhohlladungssprengkopf zur Bekämpfung von reaktiver Panzerung bis zu 800 mm Panzerstahl gemäß RHA durchdringen. Die Lenkwaffe kann zusätzlich Gegenmaßnahmen für Abstandsaktive Schutzmaßnahmen mitführen. Im Kampffahrzeug kann die Lenkwaffe wie jede andere Munition gehandhabt und gelagert werden.
Eine vergleichbare Waffe aus sowjetischer Produktion ist die 9K119 Refleks.

## Spezifikationen
- Effektive Reichweite: 8 km
- Länge: 97,5 cm
- Spannweite 10,5 cm
- Gewicht: 13,5 kg
  - Boden- oder Luftplattform mit vier Raketen: 75 kg
- Geschwindigkeit: 285–300 m/s
- Durchschlagskraft: 800 mm RHA
- Lenkung: Halb-aktives Lasersteuerungssystem
- Gefechtskopf: Tandemhohlladung, High Explosive Anti Tank
- Produktionskosten: $20.000 (Stand: 1999)

## Nutzerländer
- Israel
- Indien
- Kroatien